# Copelatus pallidus
Copelatus pallidus är en skalbaggsart som beskrevs av Régimbart 1895. Copelatus pallidus ingår i släktet Copelatus och familjen dykare. Inga underarter finns listade i Catalogue of Life.